# Traité de Luxembourg (2005)
Pour les articles homonymes, voir Traité de Luxembourg.
- Nouveaux membres de l'Union (Bulgarie et Roumanie)
- Les 25 anciens membres de l'Union européenne

Le traité de Luxembourg ou traité d'adhésion de 2005 (nom officiel ci-dessous) a été signé le 25 avril 2005 et consacre le cinquième élargissement de l'Union européenne, avec l'entrée de la Bulgarie et la Roumanie. 
Il porte modification aux traités instituant la Communauté européenne (TCE) et l'Union européenne (TUE), et est entré en vigueur le 1er janvier 2007.

## Nom officiel
Le nom officiel du traité d'adhésion est (en français) :

« Traité entre le Royaume de Belgique, la République tchèque, le Royaume de Danemark, la République fédérale d'Allemagne, la République d'Estonie, la République hellénique, le Royaume d'Espagne, la République française, l'Irlande, la République italienne, la République de Chypre, la République de Lettonie, la République de Lituanie, le Grand-Duché de Luxembourg, la République de Hongrie, la République de Malte, le Royaume des Pays-Bas, la République d'Autriche, la République de Pologne, la République portugaise, la République de Slovénie, la République slovaque, la République de Finlande, le Royaume de Suède, le Royaume-Uni de Grande-Bretagne et d'Irlande du Nord (États membres de l'Union européenne) et la République de Bulgarie, la Roumanie relatif à l'adhésion de la République de Bulgarie et de la Roumanie à l'Union européenne. »

## Références

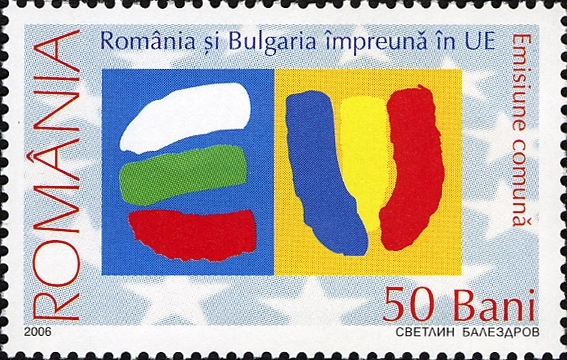
Timbre roumain célébrant l'adhésion des deux pays.

## Compléments